# Shad Bay (zatoka na wschód od St. Margarets Bay)
Shad Bay (do 20 października 1975 Shag Bay) – zatoka (ang. bay) w kanadyjskiej prowincji Nowa Szkocja, w hrabstwie Halifax, na wschód od zatoki St. Margarets Bay; nazwa Shag Bay urzędowo zatwierdzona w 1924 (potwierdzona 6 stycznia 1948).